# David Batty
David Batty, född 2 december 1968 i Leeds, England, är en engelsk före detta professionell fotbollsspelare. 
Batty började sin fotbollskarriär i Leeds United AFC fotbollsakademi innan han skrev proffskontrakt med Leeds United AFC och där han som mittfältare spelade totalt 382 matcher, varav 301 ligamatcher, och gjorde 4 mål under två olika perioder i klubben. Han spelade dessutom i Blackburn Rovers och Newcastle United innan han efter 18 år och 561 matcher avslutade sin spelarkarriär 2004. Bland meriterna är Engelska mästare i fotboll med Leeds säsongen 1991/1992 samt med Blackburn säsongen 1994/1995.
Han har dessutom spelat 42 matcher för Englands A-landslag samt representerat dem på U21- och B-nivå.